# Nyctiphrynus yucatanicus
Nyctiphrynus yucatanicus és una espècie d'ocell de la família dels caprimúlgids (Caprimulgidae) que habita boscos àrids i matolls de la Península de Yucatán, nord de Guatemala i Belize.
En diverses llengües rep el nom de "enganyapastors de Yucatán" (Anglès: Yucatan Poorwill. Francès: Engoulevent du Yucatan).